# Território de Princesa
```
   |-
       | 
Erro:
:  
valor não especificado para "
continente
"
```

O Território de Princesa, Território Livre de Princesa, ou República de Princesa, foi um território estadual brasileiro de facto, situado na região da Serra do Teixeira, entre as províncias da Paraíba e de Pernambuco, que teve o estatuto de "Território brasileiro", subordinado diretamente ao governo central, situado no Rio de Janeiro, Distrito Federal.
O Território Livre foi estabelecido em 28 de fevereiro de 1930, nas terras que correspondiam ao município de Princeza (atual Princesa Isabel), desmembrado da província da Paraíba, por razões de descontentamento das oligarquias locais em relação ao governo central da província, devido a problemas em relação à cobrança de impostos. Sua administração provisória ficou sob responsabilidade da junta governativa que declarou à emancipação do território em relação à Paraíba.
O Território Livre foi, de facto, retomado pelo governo paraibano em 11 de agosto de 1930, após um acordo entre os revoltosos e o novo governo que havia se instaurado na capital do estado, Parahyba.

## Geografia

Mapa do Território de Princesa.

O Território Livre de Princesa compreendia a antiga área do município de Princesa Isabel, que além da vila de Princesa, também fazia parte os distritos Belém, São José e Alagoa Nova de uma área de 1.739 km² na parte oeste da Serra do Teixeira e tinha aproximadamente 20.000 habitantes. Fazia fronteira com a Província da Paraíba ao norte e oeste e com a Província de Pernambuco ao sul e a leste. Os rios do território faziam parte da bacia hidrográfica do Rio Piancó. O ponto mais alto do Território ficava no extremo sul, na serra do Pau Ferrado, com a altitude de 1.120 metros acima do nível do mar.

## História
A ocupação da região de Princesa por portugueses data de princípios do século XVIII, mas foi somente com a fundação de uma capela, tempos depois, que o povoado começou a surgir e em 1875 o povoado que se chamava Bom Conselho, foi elevado à categoria de Vila, e passou a se chamar Princesa, desmembrado de Piancó.

### Estabelecimento do território e Governo Provisório

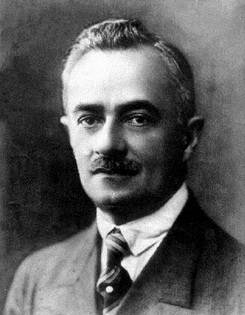
João Pessoa, presidente da Paraíba.

O presidente eleito da Paraíba, João Pessoa Cavalcanti de Albuquerque, após chegar ao poder, aumentou a perseguição à grupos de cangaceiros no interior do estado, bem como a cobrança de taxas de exportação do algodão, fato que gerou descontentamento ao coronéis latifundiários locais, que estavam assentadas numa estrutura política arcaica, que se valia entre outras coisas do mandonismo, da utilização de grupo de jagunços armados.
O Porto do Recife era, na altura, o maior exportador do algodão produzido na Serra do Teixeira, fato que gerava grandes perdas tributárias à Paraíba. Na tentativa de reduzir as perdas tributárias, João Pessoa determinou a implantação de vários postos de fiscalização na região, fato que gerou mais descontentamento entre os coronéis da Serra do Teixeira e o presidente da província.
Com a invasão da Vila do Teixeira, pela polícia paraibana e a iminente invasão à Princesa, o coronel José Pereira e outros coronéis locais, contanto com o apoio discreto do Presidente da República e dos presidentes de Pernambuco, Estácio de Albuquerque Coimbra, e do Rio Grande do Norte, Juvenal Lamartine de Faria, resolveram proclamar independência do Território em relação à Província da Paraíba, sendo a partir desta data, subordinado diretamente ao Governo Federal, no Rio de Janeiro.

### Guerra de Princesa
A secessão fez com que o governador promovesse diversas tentativas de retomada da ordem em Princesa, todas elas fracassadas, episódio que ficou conhecido como Sedição ou Guerra de Princesa.

### Dissolução

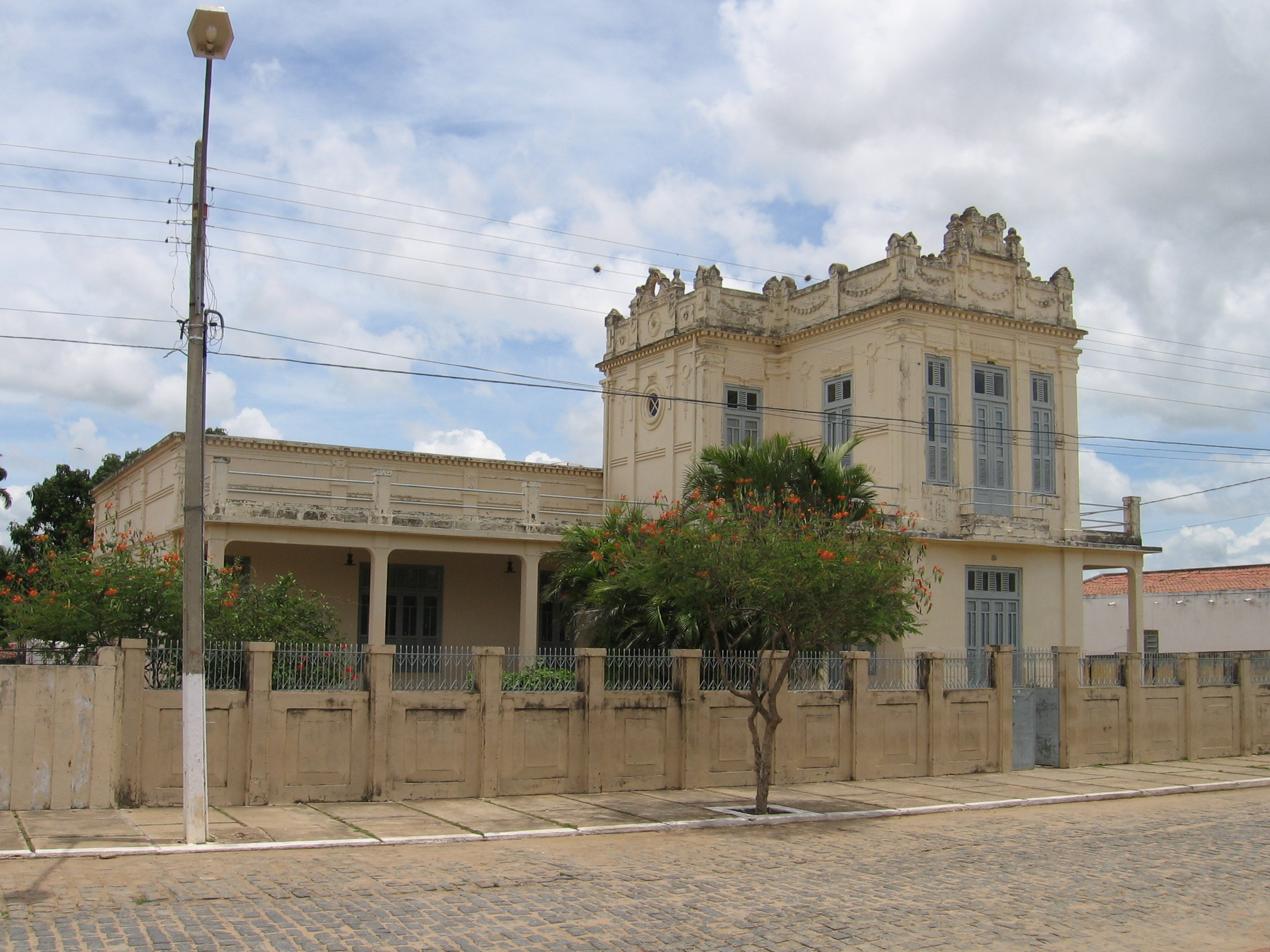
Solar do Cel. José Pereira, em Princesa.

Quando o presidente João Pessoa foi assassinado pelo advogado João Duarte Dantas, de Teixeira, por motivos pessoais/políticos, a força do movimento armado de Princesa se perdeu.
O Presidente da República, Washington Luís, decidiu terminar com a Revolta de Princesa e o Coronel José Pereira não ofereceu resistência.
Conforme acordo prévio, seiscentos soldados do 19º e 21º Batalhão de Caçadores do Exército, comandados pelo Capitão João Facó, ocuparam a cidade em 11 de agosto de 1930, pondo fim oficialmente ao Território Livre de Princesa e voltando a fazer parte da Província da Paraíba, com a denominação de Vila de Princesa.
José Pereira Lima deixa a cidade a 5 de outubro do ano corrido. Depois de anistiado, em 1934, foi residir na fazenda Abóboras em Serra Talhada, Pernambuco.

## Reconhecimento
O Território Livre de Princesa ganhou projeção nacional e internacional. Tinha suas leis próprias, hino, bandeira, jornal próprio, ministros e até exército. Lampião recebeu convite do delegado de polícia de Piancó, para lutar contra os revoltosos de Princesa e o órgão da imprensa norte-americana, TIME, dedicou uma longa matéria a respeito do Território Livre de Princesa.